# Krasanka przepaskówka
Krasanka przepaskówka (Cercopis sanguinolenta) – gatunek pluskwiaka. Obok krasanki natrawki (Cercopis vulnerata) jeden z dwóch gatunków krasanek występujących w Polsce.

## Wygląd
Pluskwiak o ciele długości od 7,7 do 9,5 mm u samców i od 8,7 do 9,5 mm u samic. W widoku grzbietowym obrys ciała jest podługowato-jajowaty. Głowa znacznie węższa od przedplecza, które rozszerza się ku tyłowi. Ubarwienie ma czarne z czerwonymi znakami. Tylna czerwona przepaska na przednich skrzydłach jest wąska i tylko nieco zakrzywiona – słabiej niż u krasanki natrawki. Na czerwono ubarwionych brzusznych płytkach listewki brzeżnej odwłoka zwykle występuje środkowa plamka o różnym kształcie. Bardzo rzadko czerwone znaki ulegają zredukowaniu, a nawet zanikają i takie osobniki są prawie całkowicie czarne. Odnóża zawsze są całkiem czarne.

## Występowanie
Występuje w Europie południowej do Zakaukazia i Azji Mniejszej. Na północ sięga Europy środkowej. W Polsce dość pospolita na całym obszarze kraju. Żyje na suchych, nasłonecznionych zboczach i polanach. Owady dorosłe (imago) pojawiają się w kwietniu i występują do sierpnia. Żyje na różnych roślinach, z których larwy, otoczone wydzieliną, wysysają soki.